# Коржушко, Владимир Викторович
Влади́мир Ви́кторович Коржушко (1921—2001) — участник Великой Отечественной войны, помощник командира взвода 1140-го стрелкового полка 38-й армии, старший сержант. Герой Советского Союза (1944).

## Биография
Родился 16 августа 1921 года в г. Ростов-на-Дону в семье рабочего. В юности работал помощником повара в столовой завода «Красный Аксай».
С 1941 года в рядах Красной Армии. В боях Великой Отечественной войны с мая 1942 года. Помощник командира взвода старший сержант Коржушко в ночь на 1 октября 1943 года с группой бойцов преодолел Днепр у с. Борки и захватил стратегически важный плацдарм. Малочисленная группа красноармейцев удерживала плацдарм до прихода основных сил полка.
Указом Президиума Верховного Совета СССР «О присвоении звания Героя Советского Союза генералам, офицерскому, сержантскому и рядовому составу Красной Армии» от 10 января 1944 года за «образцовое выполнение боевых заданий командования на фронте борьбы с немецко-фашистскими захватчиками и проявленные при этом отвагу и геройство» с вручением ордена Ленина и медали «Золотая Звезда». 
После войны демобилизовался и приехал в родной город. В 1965 году окончил Институт советской торговли. Работал заместителем директора столовой.
Умер в 2001 году. Похоронен Северном кладбище в Ростове-на-Дону.

## Награды
- Герой Советского Союза (10.01.1944, награда № 2428)[2].
- Награждён орденами Ленина, Отечественной Войны I степени, медалями.

Могила Коржушко на Северном кладбище Ростова-на-Дону.

## Память
- Именем Героя в 2005 году был назван переулок в Железнодорожном районе г. Ростова-на-Дону[3].
- В Советском районе Ростова-на-Дону по ул. Зорге, 46 Коржушко В. В. установлена мемориальная доска[4].